# Fritillaria messanensis
Fritillaria messanensis là một loài thực vật có hoa trong họ Liliaceae. Loài này được Raf. miêu tả khoa học đầu tiên năm 1814.
Đây là loài bản địa đông nam châu Âu: Italia (Sicily, Calabria), Hy Lạp (gồm Crete), Albania, Nam Tư cũ.
Phân loài
- Fritillaria messanensis subsp. gracilis (Ebel) Rix - Quần đảo Ionia của Hy Lạp, Albania, Serbia, Croatia, Montenegro, Bosnia, Macedonia, Kosovo
- Fritillaria messanensis subsp. messanensis - Hy Lạp, Sicily, Calabria
- Fritillaria messanensis subsp. neglecta (Parl.) Nyman - Croatia, Macedonia
- Fritillaria messanensis subsp. sphaciotica (Gand.) Kamari & Phitos - Crete